# 기타사토촌
기타사토촌(北里村)은 아이치현 니시카스가이군에 설치되었던 촌이다. 현재의 고마키시 남서부와 기타나고야시에 해당한다.